# Acrocercops cherimoliae
Acrocercops cherimoliae är en fjärilsart som beskrevs av Ghesquière 1940. Acrocercops cherimoliae ingår i släktet Acrocercops och familjen styltmalar. Inga underarter finns listade i Catalogue of Life.